# 탕이 (수영 선수)
탕이(唐奕, 1993년 1월 8일 ~ )는 자유형을 주종목으로 하는 중국의 수영 선수이다. 2014년 인천 아시안 게임 여자 자유형 100m 결승 경기에서 54초45로 은메달을 획득했다.

## 같이 보기
- 2012년 하계 올림픽 중국 선수단